# Baha ad-Din Ahmad Faradsch
Baha ad-Din Ahmad Faradsch, auch Baha al-Din, Bahauldin bzw. Bahauddin Ahmed Faraj ist ein ehemaliger kurdischer Politiker im Irak.
Im Rahmen der Nationalen Progressiven Front wurde Baha ad-Din 1980 in die irakische Nationalversammlung gewählt. Von 1980 bis 1989 war er stellvertretender Sprecher der Nationalversammlung und somit Stellvertreter der Parlamentspräsidenten Naim al-Haddad (1980–1984) bzw. Saadun Hammadi (1985–1989).
Als Nachfolger von Ahmad an-Naqschbandi übernahm Baha ad-Din nach Ende des Irakisch-Iranischen Krieges 1989 den Vorsitz des Legislativrats (Regionalparlament) in der von der irakischen Regierung eingerichteten Kurdischen Autonomen Region. Er blieb im Amt, bis die irakische Regierung infolge ihrer Niederlage im Kuwait-Krieg 1991 auch die Kontrolle über den Großteil der Kurden-Region an regierungsfeindliche Rebellen verlor. Während der Eroberung Iraks durch die US-Alliierten 2003 soll Baha ad-Din jedoch (ebenso wie der ehemalige Regionalregierungschef Dschafar Abd al-Karim Barzandschi) zunächst Zuflucht in den von Rebellen kontrollierten Gebieten gefunden haben.